# آق‌چشمه
آق‌چشمه یا آغ چشمه یک روستا در ایران است که در دهستان سنگر ، بخش مرکزی شهرستان فاروج ، استان خراسان شمالی واقع شده‌است.